# Cephalophus silvicultor
El cefalofo silvicultor o duiquero de lomo amarillo (Cephalophus silvicultor) es una especie de mamífero artiodáctilo de la familia Bovidae que habita las selvas del África occidental y central desde Senegal hasta Uganda occidental con una posible pequeña población en Gambia. Su gama se extiende también hacia el sur en Ruanda, Burundi, República Democrática del Congo, y la mayor parte de Zambia.

## Subespecies
Se conocen las siguientes subespecies:
- C. s. curticeps Grubb & Groves, 2002
- C. s. longiceps Gray, 1865
- C. s. ruficrista Bocage, 1869
- C. s. silvicultor (Afzelius, 1815)